# Düüreg

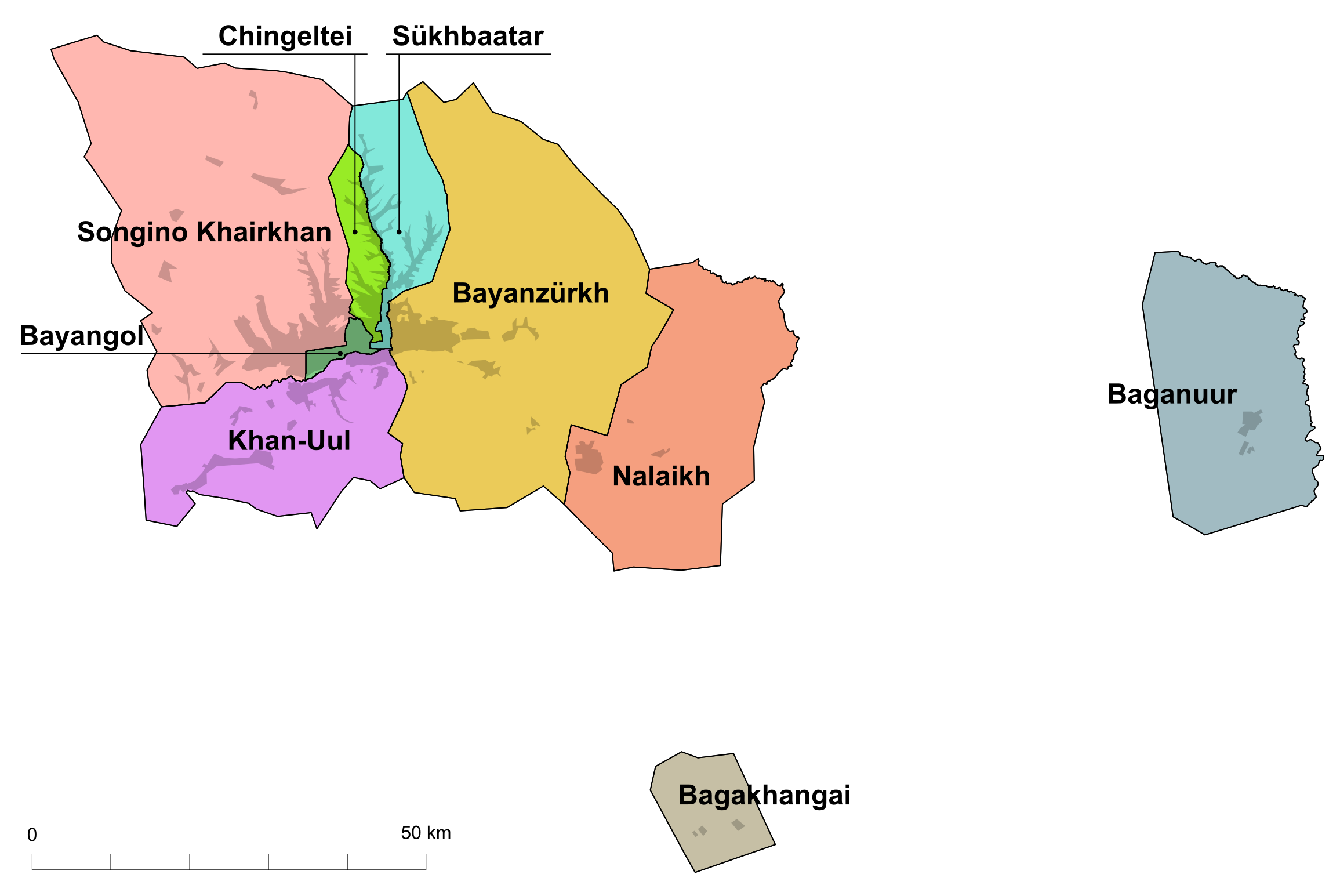
Düürgüüd von Ulaanbaatar

Ein Düüreg (mongolisch дүүрэг, Plural: Düürgüüd) ist ein Hauptstadtdistrikt in Ulaanbaatar, der Hauptstadt der Mongolei. Heute gibt es neun Düürgüüd, die wiederum jeweils in Choroos (khoroo, хороо) unterteilt sind.

## Geschichte
Nach der Einführung der modernen Verfassung 1992 wurden die vier großen städtischen Rayons aufgegeben und zunächst 12 Düürgüüd in der Hauptstadt eingeräumt, von denen drei jedoch 1995 wieder aufgegeben wurden (Gachuurt, Jargalant, Tuul).
Die Düüreg sind nach markanten Merkmalen benannt.

## Organisation
Die Düürgüüd sind in der Rangfolge vergleichbar mit den Sum (сум) der Provinzen (Aimag). Sie sind verantwortlich für die Einziehung von Steuern und Unterhaltung der Infrastruktur und Dienstleistungen.
Jeder Düüreg dient auch als Wahlbezirk und wählt ein bis vier Abgeordnete in den Großen Staats-Chural. Auf vier Jahre gewählt wird auch der Düüreg Governor. Die Düüregs sind unterteilt in ein bis 32 Choroos (2013 insgesamt 151).
| Düüreg                              | Mongolisch     | Choroo | Einwohner 1. Jan. 2006 | Wachstum (%) | Einwohner 1. Jan. 2007 | Wachstum (%) | Einwohner 1. Jan. 2008 | Wachstum (%) | Einwohner 1. Jan. 2009 | Fläche km² | Bevölkerungsdichte /km² |
| ----------------------------------- | -------------- | ------ | ---------------------- | ------------ | ---------------------- | ------------ | ---------------------- | ------------ | ---------------------- | ---------- | ----------------------- |
| Bagachangai Bagakhangai             | Багахангай     | 2      | 3,776                  | 1.4          | 3,827                  | 1.0          | 3,864                  | -3.2         | 3,742                  | 140.0      | 26.7                    |
| Baganuur                            | Багануур       | 4      | 25,261                 | 1.9          | 25,731                 | 0.9          | 25,969                 | -0.4         | 25,877                 | 620.2      | 41.7                    |
| Bajandsürch Bayanzürkh              | Баянзүрх       | 24     | 196,132                | 7.9          | 211,614                | 4.7          | 221,565                | 6.2          | 235,192                | 1,244.1    | 189.0                   |
| Bajangol Bayangol                   | Баянгол        | 20     | 160,479                | 0.2          | 160,818                | 2.7          | 165,159                | 2.5          | 169,278                | 29.5       | 5,738.2                 |
| Chan-Uul Khan Uul                   | Хан Уул        | 14     | 87,912                 | 3.4          | 90,925                 | 4.1          | 94,670                 | 4.4          | 98,815                 | 484.7      | 203.9                   |
| Nalaich                             | Налайх         | 7      | 26,529                 | 2.9          | 27,297                 | 3.1          | 28,152                 | 3.4          | 29,115                 | 687.6      | 42.3                    |
| Songino Chairchan Songino Khairkhan | Сонгинохайрхан | 25     | 204,587                | 3.2          | 211,056                | 4.4          | 220,295                | 5.5          | 232,326                | 1,200.6    | 193.5                   |
| Süchbaatar Sükhbaatar               | Сүхбаатар      | 18     | 117,233                | 5.0          | 123,041                | 5.2          | 129,486                | 2.8          | 133,108                | 208.4      | 638.7                   |
| Tschingeltei Chingeltei             | Чингэлтэй      | 19     | 130,501                | 1.8          | 132,883                | 2.4          | 136,014                | 2.9          | 140,019                | 89.3       | 1,568.0                 |
| total                               |                | 132    | 952,410                | 3.7          | 987,192                | 3.8          | 1,025,174              | 4.1          | 1,067,472              | 4,704.4    | 226.9                   |

Nalaich und Baganuur sind zwar administrativ an Ulaanbaatar angeschlossen, bilden jedoch eigene Städte. Bagakhangai und Baganuur sind Exklaven ohne geographische Verbindung zur Hauptstadt. Baghkhangai liegt in der Provinz Töw, Baganuur auf der Grenze der Provinzen Töw und Chentii.